# 通卡區

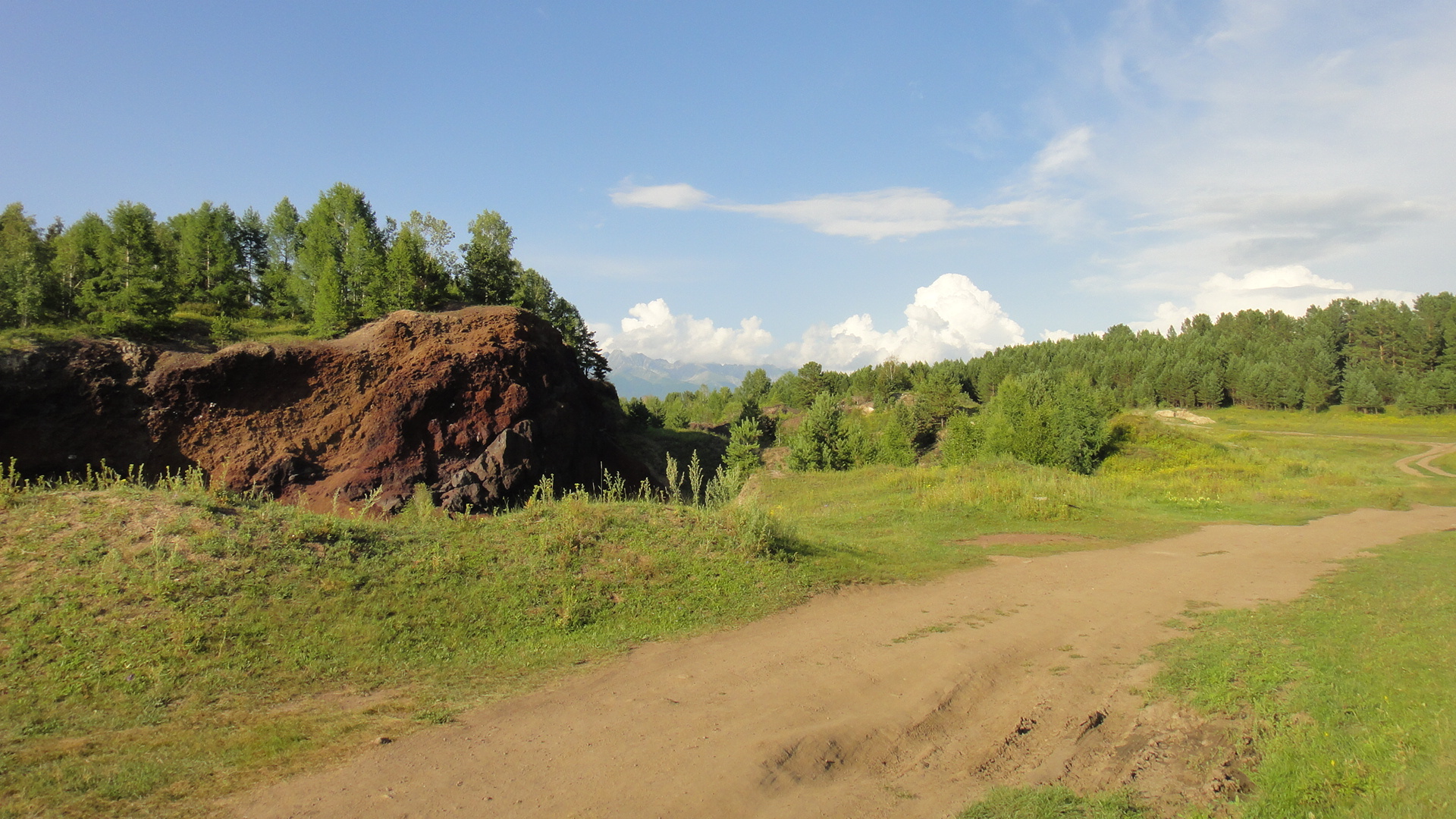

51°41′N 102°08′E / 51.683°N 102.133°E
通卡區（俄语：Тункинский район），是俄羅斯的一個區，位於該國南部，由布里亞特共和國負責管轄，面積11,792平方公里，2010年人口22,672，人口密度每平方公里1.92人。